# Loralai
Loralai (31.900 ab.) è una città situata nella parte nord-orientale della provincia del Belucistan, in Pakistan. Sorge poco a nord del fiume omonimo, a 1430 m di altitudine. Fondata nel 1886, è collegata da una strada con Harnai, Zhob, Pishin e Dera Ghazi Khan.

## Geografia fisica
La regione circostante è costituita da una serie di lunghe e strette vallate circondate da impervie montagne di altitudine variabile tra i 1000 e i 3000 m. Le più elevate catene occidentali formano il bacino idrografico superiore dell'Anambar, o Nari, il principale fiume del distretto. L'economia è basta soprattutto sulla pastorizia di bovini, pecore e capre; un po' di agricoltura viene praticata nelle vallate. I prodotti agricoli principali sono frumento, miglio, riso, granturco (mais) e frutta (uva, albicocche, melograne e meloni). I pashtun sono il gruppo etnico predominante.